# Hannes Kaetner
Hannes Kaetner (* 25. Juni 1912; † 7. Oktober 2002 in München) war ein deutscher Schauspieler.

## Leben
Kaetner begann seine Karriere in Augsburg, spielte in den 1950er Jahren am Deutschen Theater in Göttingen, bei den Ruhrfestspielen in Recklinghausen und schließlich in Wuppertal. Mitte der 1960er Jahre holte ihn Helmut Henrichs ans Münchner Residenztheater. Erst in München begann für den damaligen Mittfünfziger seine Karriere vor der Kamera. Er spielte in zahlreichen Film- und Fernsehproduktionen mit. Kaetner war nun u. a. ein Dauergast zahlreicher Folgen der Krimi-Serien Der Kommissar, Der Alte und Derrick. Unvergessen wird jedoch seine Rolle als Hausmeister „Herr Willibald“ in der Kinder-Serie Lemmi und die Schmöker bleiben, die von 1973 bis 1983 produziert wurde.

## Filmografie (Auswahl)
- 1963: Dantons Tod
- 1964: Sicher ist sicher (TV)
- 1966: Die fünfte Kolonne (TV-Serie) – Die ägyptische Katze
- 1967: Das Kriminalmuseum (Krimiserie) – Die Briefmarke
- 1967: Der Tod läuft hinterher
- 1969: Der Kommissar (Krimiserie) – Geld von toten Kassierern
- 1969: Rebellion der Verlorenen
- 1970: Das Kriminalmuseum (Krimiserie) – Wer klingelt schon zur Fernsehzeit
- 1970: Der Kommissar (Krimiserie) – Parkplatz-Hyänen
- 1971: Der Kommissar (Krimiserie) – Lagankes Verwandte
- 1971: Der Kommissar (Krimiserie) – Der Tod des Herrn Kurusch
- 1971: Chopin-Express
- 1973: Der Kommissar (Krimiserie) – Die Nacht, in der Basseck starb
- 1974: Der kleine Doktor (Krimiserie) – Mord im Moor
- 1975–1996: Derrick (Krimiserie, 11 Folgen)
- 1975: Tatort – Als gestohlen gemeldet
- 1975: Tatort – Die Abrechnung
- 1976: Satansbraten (Regie: Rainer Werner Fassbinder)
- 1977: Bolwieser (Regie: Rainer Werner Fassbinder)
- 1977: Gruppenbild mit Dame
- 1978: Zwei himmlische Töchter (TV-Serie) - Ein Tenor nach Paris
- 1978: Tatort – Der Feinkosthändler
- 1979–1996: Der Alte (Krimiserie, 13 Folgen)
- 1979: Der Willi-Busch-Report
- 1979: Die Ehe der Maria Braun
- 1979: Die Rote Zora und ihre Bande (TV-Serie)
- 1980: Die Weber
- 1980: Zärtliche Cousinen (Tendres Cousines) (Spielfilm) als Prof. Schonberg
- 1982: Tatort – Blaßlila Briefe
- 1982: Ein Fall für zwei (Fernsehserie, Folge 10, Episode: „Überstunden“)
- 1983: Der Trotzkopf (Fernsehserie)
- 1983: Die Krimistunde (Fernsehserie, Folge 5, Episode: „Der Handschuhtäter“)
- 1984: Die Krimistunde (Fernsehserie, Folge 11, Episode: „Ruth’s Problem“)
- 1985: Gespenstergeschichten: Das Gesicht
- 1985: Die Frau mit den Karfunkelsteinen (Fernsehfilm)
- 1987: Die Krimistunde (Fernsehserie, Folge 26, Episode: „Man muß dran glauben“)
- 1989: Mit Leib und Seele
- 1991–1992: Löwengrube
- 1994: Lindenstraße
- 1995: Tatort – Tod eines Auktionators
- 1997: Geisterstunde – Fahrstuhl ins Jenseits
- 1997: Tatort – Brüder
- 1997: Rossini – oder die mörderische Frage, wer mit wem schlief
- 1997: Sophie – Schlauer als die Polizei : Ein Grab an der Donau
- 1997: Die drei Mädels von der Tankstelle
- 1998: Tatort – Bildersturm
- 1999: Almost (Kurzfilm)
- 1999: Großstadtrevier: Zeugen